# John Franklin Enders
John Franklin Enders (West Hartford, Connecticut, 10 de febrero de 1897-Waterford, Connecticut, 8 de septiembre de 1985) fue un virólogo y microbiólogo estadounidense. En su laboratorio se logró cultivar el virus de la poliomielitis y por eso Enders, Thomas H. Weller y Frederick C. Robbins recibieron el Premio Nobel de Fisiología o Medicina de 1954.
John Franklin Enders nació el 10 de febrero de 1897 hijo de John Ostrom Enders, un banquero, y Harriet Goulden Enders, de soltera Whitmore. Era el primero de cuatro hijos de una familia cuya situación financiera era «superior al promedio», como dijo él mismo. Cuando su padre murió, dejó diecinueve millones de dólares. John F. Enders fue a una grammar school y luego, de 1912 a 1915, a un internado. Cuando tenía dieciocho años, en 1915, se matriculó en la Universidad Yale, donde asistió a clases hasta 1917.
En 1917 los EE. UU. entraron en la Primera Guerra Mundial. En este año o en 1918 Enders se alistó en el ejército como reservista y aprendió a pilotar aviones. A continuación sirvió como instructor de vuelo durante tres años. En 1919 o 1920 recibió un bachiller en Inglés.
Después de un corto periodo en el que intentó establecer una inmobiliaria (de 1920 a 1921) decidió que quería enseñar Inglés y por eso entró en la Universidad Harvard y graduó con un máster en Literatura y Filología Inglesa en 1922. Los siguientes tres años intentó escribir una tesis doctoral en Filología, pero aparentemente no pudo decidirse por un tema y su tesis no lo entusiasmaba mucho. Sin embargo, este periodo de su vida no era tiempo perdido, ya que convivió con Hugh Ward, un joven docente del Departamento de Bacteriología e Inmunología y se hicieron amigos. Enders frecuentemente iba al laboratorio con él para verle trabajar y quedó fascinado con sus estudios, la microbiología. Así, en 1927 empezó a preparase para un doctorado en Microbiología, más precisamente en Bacteriología o Bacteriología e Inmunología bajo la supervisión de Hans Zinsser, cuyos conocimientos amplios en muchas materias transmitidos en conversaciones animadas influyeron a Enders. Recibió su doctorado en 1930 de la Universidad Harvard.
En 1927 se casó con Sarah Bennett, con la que tuvo dos hijos. Ella murió en 1943. Enders permaneció viudo hasta que se volvió a casar, con  Carolyn Keane, en 1951 y tuvo un hijastro.
Después de su doctorado John Enders siguió trabajando en la Universidad Harvard por el resto de su vida. De 1930 a 1946 fue docente en la Universidad Harvard. Investigó la virulencia de bacterias y la resistencia del huésped.
Luego empezó a trabajar en virología. En 1939, bajo supervisión de Enders, Alto E. Feller y Thomas H. Weller empezaron un proyecto cultivando virus en cultivos de tejidos de gallinas. «Enders y sus colegas no fueron los primeros investigadores en cultivar virus en cultivos celulares, pero fueron los primeros en hacerlo regular y rutinariamente. Con eso el laboratorio de Enders inició la era "moderna" de investigación de virus in vitro. La virología ahora podía adelantar mucho más rápidamente que antes, ya que la mayoría de los virólogos ya no necesitaban cultivar o estudiar sus virus solamente en animales vivos.»
Durante la Segunda Guerra Mundial Enders fue un asesor civil sobre enfermedades epidémicas para el secretario de Guerra. Hans Zinsser murió en 1940 y por eso John Enders fue jefe interino del Departamento de Bacteriología e Inmunología de 1940 a 1942. Además, ya que a causa de la guerra faltaban docentes, tuvo que dar más clases. En 1943 pudo delegar sus deberes administrativos y así tenía más tiempo para investigar las paperas. Ya que sus investigaciones fueron apoyadas financieramente por el ejército, pudo por primera vez emplear a un técnico personal y a una sucesión de asociados subalternos.
En 1946 se lo rogó a Enders que estableciera un laboratorio para la investigación de enfermedades contagiosas en el hospital para niños de Boston. Así en 1947 se le facilitaron cuatro habitaciones y empezó el largo período en el que trabajó para el hospital, donde fue jefe de la División de Investigación de Enfermedades Infecciosas hasta 1972.
En 1949 Enders, Thomas H. Weller y su nuevo colega Frederick C. Robbins descubrieron que el poliovirus puede cultivarse en células cultivadas. Esto hizo posible que Jonas Salk y Albert Sabin pudieran cultivar suficientes cantidades de poliovirus como para poder crear sus vacunas contra la poliomielitis. Por eso, Enders, Weller y Robbins recibieron el Premio Nobel de Fisiología o Medicina de 1954.
John Enders, Milan Milanovic, Anna Mitus, Samuel Katz y Donald Medearis desarrollan una vacuna contra el sarampión. Las primeras personas que recibieron la vacuna para probarla en humanos eran, como escribió con lo que hoy parecería serena indiferencia un periodista del New York Times, 1 500 niños con deficiencia mental en Staten Island en la ciudad de Nueva York y 4 000 niños nigerianos, donde la enfermedad era epidémico. La vacuna fue autorizada en los EE. UU. en 1963. En 1968 una versión mejorada de la vacuna contra el sarampión, desarrollada por Maurice Hilleman y sus colegas, se usó por primera vez en EE. UU. y sigue siendo la única vacuna contra el sarampión usado en el país norteamericano.
Después de investigar el sarampión, Enders se ocupó con el cáncer y con el virus simio 40, que causa tumores. En sus últimos cuatro años de vida Enders investigó el VIH/sida. Oficialmente se jubiló en 1967, pero continuó trabajando en la Universidad Harvard y en el hospital para niños de Boston hasta que tenía ochenta años. Además fue nombrado jefe de la Unidad de Investigación de Virus en el hospital, cargo que ocupó hasta su muerte.